# Suíte Orquestral nº 3 (Tchaikovski)

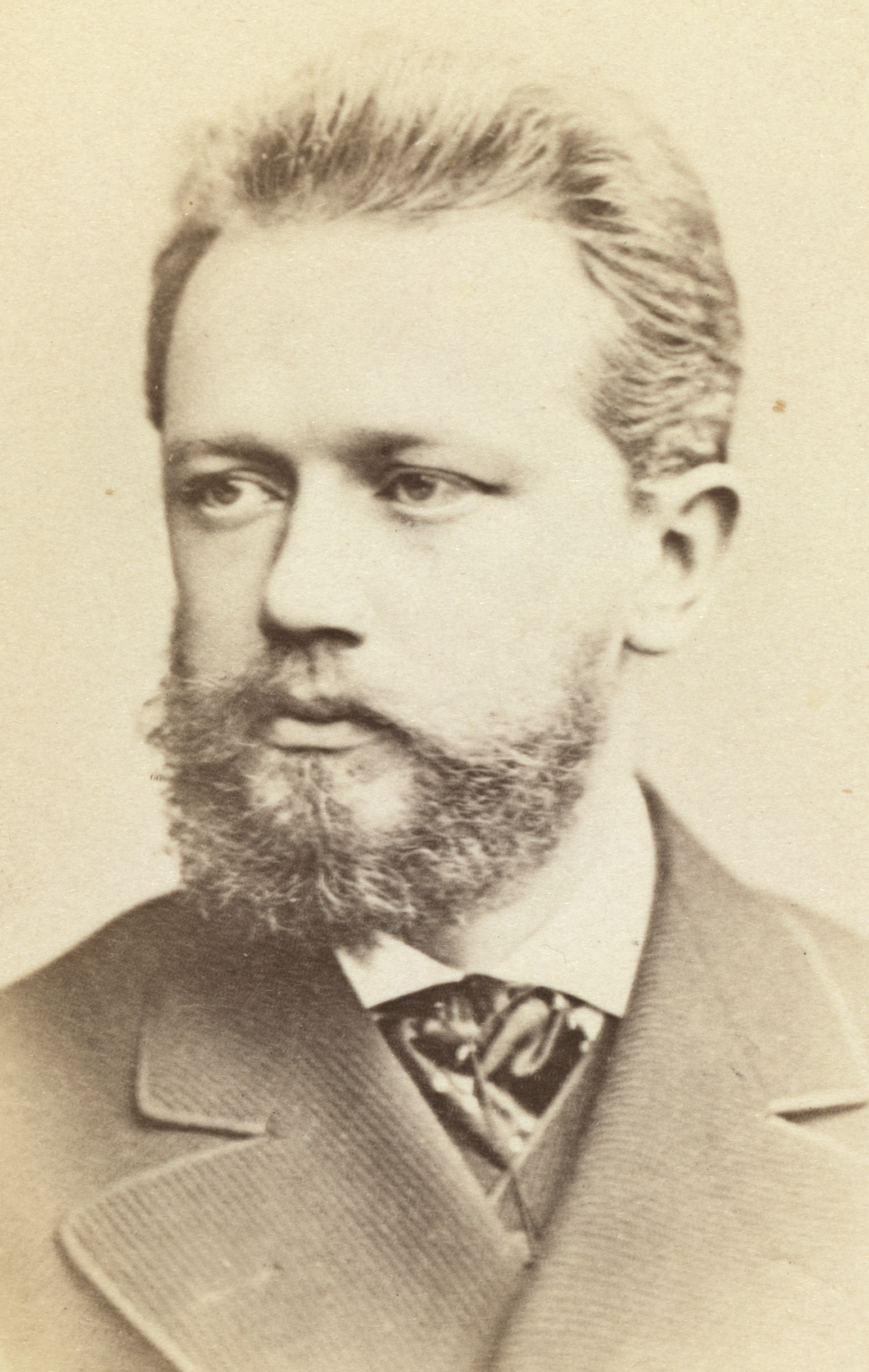
O compositor Piotr Ilitch Tchaikovski (c. 1880-1886)

Piotr Ilitch Tchaikovski compôs sua Suite Orquestral nº 3 em G, op. 55 em 1884, escrevendo-a concomitantemente com seu Concerto Fantasia em G para piano e orquestra, op. 56. O movimento de abertura originalmente pretendido da suíte, Contrastes, tornou-se o movimento de fechamento da fantasia. Ambos os trabalhos foram inicialmente planejados como composições mais mainstream do que acabaram se tornando; a fantasia foi planejada como um concerto de piano, enquanto a suíte foi concebida como uma sinfonia. 
A primeira apresentação da suíte ocorreu em São Petersburgo, na Rússia, em 24 de janeiro de 1885, sob a direção de Hans von Bülow. Ela foi dedicado ao maestro Max Erdmannsdörfer, que regeu a estréia em Moscou alguns dias depois, e que conduziu as estreias das duas primeiras suítes de Tchaikovski. 

## Instrumentação
A Suite Orquestral nº 3 inclui três flautas (uma delas piccolo ), dois oboés, uma trompa inglesa, dois clarinetes (em A), dois fagotes, quatro trompas (em F), dois trompetes (em F e D) três trombones, e tuba, tímpanos, tambor lateral, pandeiro, triângulo, címbalos, bumbo, harpa e cordas (violinos um e dois, violas, violoncelos e contrabaixos). 

## Formato
A suíte é dividida em quatro movimentos, sendo que o quarto tem um tema e variações mais longos que os outros três movimentos combinados: 
I) Élégie (Andantino molto cantabile, G maior) 
II) Valse mélancolique (allegro moderato, E menor) 
III) Scherzo (Presto, E menor) 
IV) Tema con variazione (Andante con moto, G maior) 

## Composição
"Eu quis escrever uma sinfonia, mas o título não tem importância", escreveu Tchaikovski a Sergei Taneiev. Quando ele foi para a propriedade da família Davidov em Kamenka, na Ucrânia, ele  pensava em um concerto para piano e uma sinfonia. Nenhum dos planos realmente se materializou da maneira que o compositor pretendia. Ele logo reconheceu que suas ideias para a sinfonia eram mais adequadas para uma suíte orquestral, como as duas que ele havia escrito anteriormente. O problema estava no movimento de abertura. Intitulado Contrastes, ele era para ser uma fantasia de sons e padrões musicais contrastantes, não muito diferente do movimento Jeu de sons que abre a sua Segunda Suite Orquestral. Quanto mais ele trabalhava com a música, mais rígida ela se tornava, e mais ele a odiava. Contrastes finalmente encontrou seu caminho em seu Concerto-fantasia.
O layout original de Tchaikovski para a Terceiro Suite era semelhante ao de sua Segunda — um movimento de abertura bastante grande, como em suas duas primeiras suites orquestrais, e em seguida três movimentos menores e um tema, e variações ao final. As mudanças feitas em Contrastes, embora boas para o Concerto Fantasia, deixaram a suíte desequilibrada, com três movimentos de pequena escala seguidos por um movimento de tema e variações, que juntos eram tão grandes quanto os três movimentos anteriores colocados juntos. Mesmo sem Contrastes, a suíte continua sendo uma peça longa.
Wiley escreve que Tchaikovski primeiro compôs o scherzo. O final (tema e variação) veio por último, começando com a polonesa final. Isso, diz ele, pode ter ajudado o compositor a esclarecer sua estratégia de acompanhar o movimento e guiar sua dinâmica geral. Ele também liga o tema do final aos outros movimentos, conferindo-lhes um aspecto "resolutamente melódico".
Wiley também diz que a qualidade de Prelest ' (que significa "encantador" ou "agradável") na Terceira Suite "é muito proeminente para uma sinfonia, enquanto ao mesmo tempo a coerência da suíte avança bem para além da miscelânea casual da Segunda". Essa continuidade, ele sugere, "põe em dúvida a liberdade que ele tanto estimara ao escrever a sua Primeira Suite, seis anos antes". A Terceira Suíte, acrescenta Wiley, também tem um tom de música muito mais sombrio do que os das duas suítes anteriores.
Na quarta variação (pochissimo meno animato, B menor) do quarto movimento, uma citação do tema Dies Irae por ser ouvida distintamente.

## Recepção
Tchaikovski acreditava que o público apreciaria sua nova suíte; em sua estréia, ele escreveu à sua patrocinadora, Nadezhda von Meck, que "a realidade excedeu em muito minhas expectativas. Eu nunca antes havia experimentado tal triunfo. Eu notei que toda a audiência comoveu-se, graças a mim. Estes momentos são o melhor adorno da vida de artista, e graças a eles vale a pena viver e trabalhar." O irmão do compositor, Modest, afirmou mais tarde que esse fora o maior triunfo público, até aquele ponto, para um trabalho sinfônico russo. A imprensa mostrou-se uniformemente favorável, com o amigo do compositor Herman Laroche declarando a música de Tchaikovski a verdadeira música do futuro. As duas primeiras suítes orquestrais de Tchaikovski também foram recebidas calorosamente pelo público e pela crítica, mas o compositor não compareceu a nenhuma de suas premières. 
O comentário de Laroche pode servir como um lembrete útil de que o que agora parece convencional, à época foi tomado como algo muito novo e original. Tchaikovski não proporcionou novas profundidades emocionais nesse trabalho, mas seu nível de invenção é particularmente inspirado. A Terceira Suite explora melhor as possibilidades melódicas e orquestrais expostas em duas duas predecessoras, bem como o retorno de Tchaikovski à forma de variação em larga escala. O movimento final, Tema con variazioni, é um exemplo do gênio criativo do compositor e tornou-se um exemplo notável de composição. Durante a vida de Tchaikovski, não era incomum que ele fosse convidado a realizar esse final sem o resto da suíte, tal era sua popularidade universal; e desde então numerosas vezes esse final foi executado só. 

## Gravações notáveis
- Antal Doráti conduzindo a Nova Orquestra Filarmônica
- Neeme Järvi regendo a Orquestra Sinfônica de Detroit
- Rudolf Kempe regendo a Orquestra Filarmônica de Viena (somente tema e variações)
- Lorin Maazel regendo a Orquestra Filarmônica de Viena
- Gennady Rozhdestvensky regendo a Orquestra Sinfônica do Ministério da Cultura da URSS
- Stefan Sanderling conduzindo a Orquestra Sinfônica Nacional da Irlanda